# Оркораптор
Оркораптор (лат. Orkoraptor) — род тероподных динозавров семейства Megaraptoridae позднего мелового периода, живших на территории современной Аргентины в формации Пари Айке, в Южной Патагонии. Известен по неполному скелету, включающему в себя части черепа, зубов, позвонков и голени. Изначально рассматривался как дейнонихозавр, но позже был переклассифицирован в Мегараптороид, относящегося к семейству Неовенатороид[прояснить].

## Описание
Был среднеразмерным тероподом, по оценке палеонтолога Грегори Пола 2010 года достигал 6 метров в длину и массы около 500 кг. Голотип MPM-PV 3457 состоит из нескольких черепных костей, восьми фрагментарных рёбер, восьми изолированных зубов, двух проксимальных хвостовых позвонков и трёх неполных гемальных дуг. Изначально был описан как один из целурозавров, но уже в 2014 годы был переописан как мегараптороид[прояснить]. Как и прочие мегараптороиды имел большие когти на передних лапах, самый большой на первом пальце, острые режущие зубы и негибкий хвост. Тело было подтянутым и лёгким, передние лапы были крупными, но уступали задним.

## Образ жизни
Был активным хищников, охотившимся на всё, что было меньше его[противоречие].

## Палеоэкология
Охотился на старых и больных особей травоядных динозавров. Также не брезговал и падалью[противоречие].